# 罗恩·比塞特
罗纳德·“罗恩”·比塞特（英語：Ronald "Ron" Bissett，1931年11月8日—2015年7月18日），加拿大男子篮球运动员。他曾代表加拿大获得1956年夏季奥运会男子篮球比赛第九名。他于2015年在美国华盛顿州柯克兰去世。